# Eloise Giblett
Eloise "Elo" R. Giblett (17 janvier 1921 - 16 septembre 2009) est une généticienne et une hématologue pionnière qui découvre la première maladie immunodéficitaire reconnue, le déficit en adénosine désaminase. Giblett était professeure de médecine à l'université de Washington à Seattle et directrice exécutive du Puget Sound Blood Center à Seattle. Auteur de plus de 200 articles de recherche, elle a également rédigé un manuel très apprécié sur les marqueurs génétiques, Genetic Markers in Human Blood, publié en 1969. Elle est élue à l'Académie nationale des sciences en 1980.
Parmi les nombreuses réalisations d'Eloise Giblett figure la découverte de la première maladie immunodéficitaire : le déficit en adénosine désaminase. Elle a identifié et caractérisé de nombreux antigènes de groupes sanguins (dont l'antigène "Elo", qui porte son nom). Ses travaux ont ouvert la voie à la sécurité des transfusions de globules rouges. Elle a également appliqué sa compréhension des polymorphismes des protéines des globules rouges aux analyses de liaison génétique, est l'autrice principal de l'article qui démontre la faisabilité de la transplantation de moelle non apparentée pour la leucémie et est l'un des premiers partisans du don de moelle osseuse.

## Biographie

### Enfance et formation
Eloise Giblett naît à Tacoma, dans l'État de Washington, en 1921. Sa famille déménage à Spokane, dans l'État de Washington, pour permettre à son père de travailler comme vendeur d'assurances. Giblett reçoit une éducation précoce à Spokane, où elle apprend le chant, la danse et le violon. Sa mère, Rose, nourrissait le désir secret qu'Eloise Giblett devienne la prochaine Shirley Temple de l'époque.
Eloise Giblett est diplômée de la Lewis and Clark High School en 1938. Elle n'a que 16 ans lorsqu'elle obtient une bourse d'études au Mills College d'Oakland, en Californie. Après deux ans, elle est transférée à l'université de Washington à Seattle où elle obtient un diplôme en bactériologie (aujourd'hui microbiologie) en 1942. De 1944 à 1946, elle sert dans les WAVES de la marine. Dans le cadre de ce programme, elle travaille comme technicienne au laboratoire clinique de l'hôpital naval américain de San Diego, en Californie. En 1947, elle retourne à l'université de Washington pour obtenir une maîtrise en microbiologie. Sa thèse de maîtrise porte sur la physiologie des champignons du genre Microsporum.
Après avoir obtenu sa maîtrise, Eloise Giblett s'inscrit à la faculté de médecine de l'université de Washington. L'une des cinq femmes de sa promotion, elle sort première de sa classe en 1951. De 1951 à 1953, Eloise Giblett est interne, puis résidente en médecine interne, au King County Hospital (aujourd'hui Harborview Hospital),.

### Début de carrière
En 1953, Eloise Giblett obtient une bourse de deux ans pour une recherche post-doctorale en hématologie. Pendant cette période, Eloise Giblett travaille sous la direction de Clement Finch, un hématologue renommé qui s'intéressait au métabolisme du fer. Elle a principalement participé à ses recherches sur l'érythrocinétique, l'étude dynamique de la production et de la destruction des globules rouges,. Au cours de sa première année de travail pour Finch, Eloise Giblett publie cinq articles, dont un article très cité décrivant la durée de vie des globules rouges et l'hémolyse,. Giblett a également travaillé avec le généticien Arno Motulsky sur l'érythrocinétique dans la splénomégalie, donnant ainsi le coup d'envoi à une collaboration de plusieurs décennies.
Après avoir obtenu sa bourse, Eloise Giblett se rend à Londres pour suivre la formation de Patrick Mollison à l'unité de recherche sur la transfusion sanguine du Medical Research Council. Dans cette unité de recherche, Eloise Giblett a acquis l'expérience de laboratoire nécessaire pour codiriger le Puget Sound Blood Center (qui s'appelait alors King County Blood Bank), poste qu'elle a occupé à son retour à Seattle en 1955. Eloise Giblett est restée au Blood Center en tant que directrice associée jusqu'à sa promotion au poste de directrice générale en 1979. Elle prend sa retraite en 1987.

### Découvertes scientifiques
Eloise Giblett a consacré la majeure partie de sa carrière à la recherche universitaire. En 1955, elle est nommée associée clinique en médecine à l'université de Washington. Le laboratoire d'Eloise Giblett s'est concentré sur l'étude des groupes sanguins, avec une attention particulière aux marqueurs génétiques dans le sang humain. Elle a identifié plusieurs antigènes de groupes sanguins. Ses recherches ont contribué à réfuter la pratique courante à l'époque, qui consistait à séparer les dons de sang en fonction de la race du donneur.
En 1958, Eloise Giblett commence à étudier les polymorphismes des protéines plasmatiques humaines, l'haptoglobine et la transferrine, en utilisant l'électrophorèse sur gel d'amidon,. Grâce à ses études sur la variation génétique, Eloise Giblett a documenté le premier cas d'un individu mosaïque conçu à partir de la fécondation dispermique de deux ovules suivie d'une fusion cellulaire,.
Eloise Giblett a collaboré activement avec Arno Motulsky, un professeure associée à l'université de Washington. Eloise Giblett a analysé des échantillons de sang provenant d'une étude de population que Motulsky mènee au Congo en 1960. L'article qui en a résulté, publié en 1966, décrivait de nombreuses variantes génétiques nouvelles. Des décennies plus tard, les scientifiques ont découvert que l'un de ces échantillons contenait le premier cas connu de VIH. La séquence virale de cet échantillon est encore utilisée à ce jour dans les études sur le VIH.
À partir de 1971, Eloise Giblett commence à faire des recherches sur les greffes de moelle osseuse avec E. Donnall Thomas. Les greffes de moelle osseuse étaient une technique pionnière utilisée pour traiter les cancers du sang. À l'époque, si le donneur et l'accepteur étaient du même sexe, les médecins ne pouvaient pas confirmer le succès de la greffe. Eloise Giblett a contribué à ldécouvree de marqueurs génétiques permettant de confirmer le succès de la greffe, indépendamment du sexe du donneur, en utilisant des protéines sanguines polymorphes.
Eloise Giblett a par la suite étendu ses recherches à l'activité des protéines polymorphes dans le plasma et les cellules sanguines humaines, ce qui a conduit à sa célèbre découverte de la première maladie immunodéficitaire. Une protéine polymorphe utilisée comme marqueur génétique de routine pour les transplantations était l'adénosine désaminase (ADA) située dans les globules rouges. En 1972, Eloise Giblett reçoit des échantillons d'un patient atteint d'une immunodéficience combinée sévère (SCID). La patiente était candidate à une greffe de moelle osseuse de sa mère ; l'analyse des échantillons de sang a révélé de manière surprenante que l'enfant ne présentait aucune activité ADA. Eloise Giblett a rapidement découvert un deuxième cas où le déficit en ADA sous-tendait un dysfonctionnement immunitaire, ce qui l'a amenée à conclure que les deux pouvaient être liés. Giblett a nommé cette maladie immunodéficience à adénosine désaminase, et elle est reconnue comme la première maladie immunodéficiente officielle.
La découverte du déficit en ADA a permis une percée dans la compréhension de l'immunodéficience. Sur la base de la fonction de l'ADA dans le métabolisme des purines, Eloise Giblett a émis l'hypothèse que des mutations dans d'autres protéines impliquées dans le métabolisme des purines ou dans le métabolisme connexe des pyrimidines pourraient sous-tendre d'autres formes de dysfonctionnement immunitaire. Son hypothèse est confirmée en 1975 par l'analyse d'un patient immunodéprimé présentant une activité normale de l'ADA mais une activité défectueuse de la purine nucléoside phosphorylase (PNP). Quelques années plus tard, dix autres cas de déficience immunitaire liés à des mutations de la PNP ont été décrits, ce qui a conduit à la classification de la maladie comme déficience de la purine nucléoside phosphorylase.
Les autres découvertes notables d'Eloise Giblett portent notamment sur l'immunodéficience des cellules T.

### Crise du sida
En 1978, Eloise Giblett a fermé son laboratoire de recherche pour diriger le Puget Sound Blood Center. Peu après, en 1981, le VIH/SIDA est découvert. Les experts en maladies infectieuses de l'époque se sont rendu compte que la maladie pouvait être transmissible par le sang, créant des complications pour les transfusions sanguines. Cette découverte a entraîné une crise dans le secteur des banques de sang. Eloise Giblett a tenté d'apaiser les craintes concernant les dangers du don de sang et suit de près l'incidence de la maladie chez les patients précédemment transfusés. Avant que le VIH ne puisse être détecté dans le sang, Eloise Giblett a élaboré une politique de dépistage pour les donneurs de sang du centre.

### Retraite
Eloise Giblett prend sa retraite du Puget Sound Blood Center en 1987. Elle a consacré les années qui lui restaient à jouer du violon et à contribuer à divers groupes musicaux, jouant dans plusieurs quatuors à cordes. Elle est cofondatrice du Music Center of the Northwest, auquel elle a contribué jusqu'à sa mort.

## Honneurs
En 1967, Eloise Giblett est promue professeure titulaire à l'université de Washington. Eloise Giblett est présidente de l'American Society of Human Genetics en 1973. Elle est membre du conseil d'administration de l'American Society of Hematology, de la Western Association of Physicians et du New York Blood Center Research Advisory Committee. En 1980, Eloise Giblett est élue à l'Académie nationale des sciences. L'année suivante, elle devient membre de la National Association for the Advancement of Science. En 1987, elle est la première femme à recevoir le Distinguished Alumni Award de l'association des anciens de l'école de médecine de l'université de Washington. À sa retraite, elle reçoit le statut d'émérite de l'école de médecine de l'université de Washington et du Puget Sound Blood Center.

## Héritage
En 1969, Eloise Giblett publie Genetic Markers in Human Blood, un ouvrage de référence visant à accroître l'accessibilité des informations sur les variations biochimiques du sang. Ce livre est décrit par H. E. Sutton comme « une réalisation remarquable pour un seul individu ».
Eloise Giblett est une fan de la littérature de science-fiction. Elle est citée nommément dans le roman de Robert Heinlein, Le nombre de la bête.
En 2010, la chaire Elo Eloise Giblett en hématologie est créée à l'université de Washington en combinant une somme d'argent laissée par Giblett à l'université et un financement supplémentaire de la nièce de Giblett, Leslie Giblett. Cette chaire est destinée à attirer des professionnels médicaux talentueux dans le domaine de l'hématologie et à perpétuer l'héritage de Giblett.